# Finanzplanungsrat
Der Finanzplanungsrat bestand aus dem Bundesminister der Finanzen, dem Bundesminister für Wirtschaft, den Landesfinanzministern, Vertretern von Gemeinden und Gemeindeverbänden sowie einem nicht stimmberechtigten Vertreter der Deutschen Bundesbank.
Durch die Bundesregierung gebildet war er, neben Konjunkturrat und der Konzertierten Aktion, eines der Koordinierungs- und Beratungsgremien im föderalistischen System der Bundesrepublik Deutschland.
Er übernahm die Koordination zwischen Haushaltsplanung und mehrjähriger Finanzplanung der Gebietskörperschaften. Im Entscheidungsverfahren zum Bundeshaushalt und zur mittelfristigen Finanzplanung erhielt der Finanzplanungsrat den Vorentwurf des Bundesfinanzministers und gab ihn mit entsprechenden Empfehlungen zurück.
Die Arbeit des Finanzplanungsrat unterstützte folgende Haushaltsfunktionen:
- volkswirtschaftliche Lenkungsfunktion
- finanzwirtschaftliche Ordnungsfunktion

In seiner Sitzung vom 10. Dezember 2009 hat der Finanzplanungsrat seine Selbstauflösung beschlossen und zum Ausdruck gebracht, dass künftig der nach Art. 109a S. 1 GG i. V. m. Art. 1 des Begleitgesetzes zur zweiten Föderalismusreform v. 10. August 2009 (BGBl. I 2702) zum 1. Januar 2010 eingerichtete Stabilitätsrat die Aufgaben des Finanzplanungsrats übernehmen wird. 
Mit dem Gesetz zur Abschaffung des Finanzplanungsrates und zur Übertragung der fortzuführenden Aufgaben auf den Stabilitätsrat sowie zur Änderung weiterer Gesetze vom 2. Juni 2010 (BGBl. I 671) wurde der Finanzplanungsrat abgeschafft.